# ابراهیم حوت بازار
ابراهیم حوت بازار، روستایی در دهستان پلان بخش پلان شهرستان چابهار در استان سیستان و بلوچستان ایران است.

## جمعیت
بر پایه سرشماری عمومی نفوس و مسکن در سال ۱۳۹۵، جمعیت این روستا برابر با ۴۹۷ نفر (۱۶۶ خانوار) بوده‌است.